# Grilly
Grilly [ɡʁiji] est une commune française, située dans le département de l'Ain en région Auvergne-Rhône-Alpes.
Ses habitants s’appellent les Grillerands.

## Géographie
La commune relève du périmètre du parc naturel régional du Haut-Jura.
Grilly est le chef-lieu de la commune, qui se compose aussi du hameau de Mourex.

### Climat
Pour des articles plus généraux, voir Climat d'Auvergne-Rhône-Alpes et Climat de l'Ain.
En 2010, le climat de la commune est de type climat de montagne, selon une étude du CNRS s'appuyant sur une série de données couvrant la période 1971-2000. En 2020, Météo-France publie une typologie des climats de la France métropolitaine dans laquelle la commune est exposée à un climat de montagne ou de marges de montagne et est dans la région climatique Jura, caractérisée par une forte pluviométrie en toutes saisons (1 000 à 1 500 mm/an), des hivers rigoureux et un ensoleillement médiocre.
Pour la période 1971-2000, la température annuelle moyenne est de 9,8 °C, avec une amplitude thermique annuelle de 17,9 °C. Le cumul annuel moyen de précipitations est de 1 351 mm, avec 11,9 jours de précipitations en janvier et 9,5 jours en juillet. Pour la période 1991-2020, la température moyenne annuelle observée sur la station météorologique de Météo-France la plus proche, sur la commune de Cessy à 4 km à vol d'oiseau, est de 10,9 °C et le cumul annuel moyen de précipitations est de 1 063,2 mm,. Pour l'avenir, les paramètres climatiques de la commune estimés pour 2050 selon différents scénarios d'émission de gaz à effet de serre sont consultables sur un site dédié publié par Météo-France en novembre 2022.

## Urbanisme

### Typologie
Au 1er janvier 2024, Grilly est catégorisée commune rurale à habitat dispersé, selon la nouvelle grille communale de densité à 7 niveaux définie par l'Insee en 2022.
Elle est située hors unité urbaine. Par ailleurs la commune fait partie de l'aire d'attraction de Genève - Annemasse (partie française), dont elle est une commune de la couronne,. Cette aire, qui regroupe 158 communes, est catégorisée dans les aires de 700 000 habitants ou plus (hors Paris),.

### Occupation des sols
L'occupation des sols de la commune, telle qu'elle ressort de la base de données européenne d’occupation biophysique des sols Corine Land Cover (CLC), est marquée par l'importance des territoires agricoles (65,6 % en 2018), en diminution par rapport à 1990 (66,8 %). La répartition détaillée en 2018 est la suivante : 
prairies (33,6 %), forêts (20,3 %), terres arables (18,9 %), zones agricoles hétérogènes (13,1 %), zones urbanisées (7,6 %), milieux à végétation arbustive et/ou herbacée (6,5 %).
L'évolution de l’occupation des sols de la commune et de ses infrastructures peut être observée sur les différentes représentations cartographiques du territoire : la carte de Cassini (XVIIIe siècle), la carte d'état-major (1820-1866) et les cartes ou photos aériennes de l'IGN pour la période actuelle (1950 à aujourd'hui).

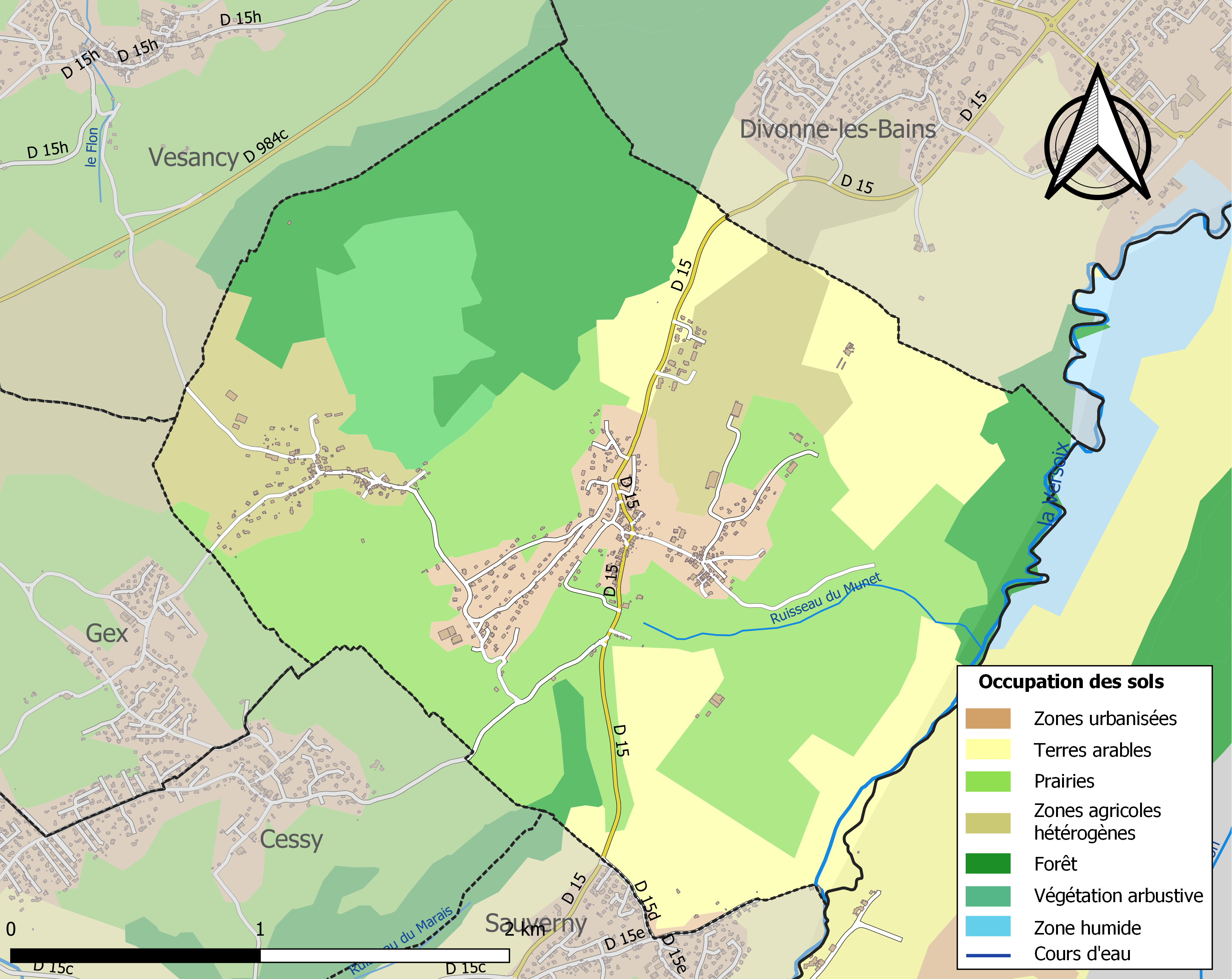
Carte des infrastructures et de l'occupation des sols de la commune en 2018 (CLC).

## Toponymie
Le nom de la localité est attesté sous la forme Graliacus en 1271, Grelie en 1332, Greyliaci en 1447, Grailly (sans date).
Il s'agit d'une formation toponymique celtique du type *Graliacon, basée sur l'anthroponyme gaulois Grallia ou gallo-romaine, sur le nom de personne latin Aegrilius, suivi du suffixe de propriété -(i)acon, localisant à l'origine.
Remarque : la forme la plus ancienne connue Graliacus justifie l'évolution en Grailli > Grailly (cf. palea > palia > paille ; taliare > tailler).

## Histoire

### Antiquité
On a retrouvé à Grilly des traces de la colonisation romaine. Celles-ci datent de la Julia Equestris fondée par Jules César en 44 av. J.-C. autour de Nyon.

### Moyen Âge
L'histoire de Grilly, anciennement Grailly, est liée à celle de sa seigneurie, fief de la maison de Grailly. Le plus ancien des seigneurs de Grilly dont on ait conservé la trace est Girard de Grailly en 1120. Le plus glorieux est Jean Ier de Grailly, qui après avoir combattu en Angleterre, participe à la neuvième croisade aux côtés d'Édouard Ier d'Angleterre. Jean 1er de Grailly établit en 1267 sa résidence principale à Benauge, en Gascogne (anglaise à l'époque), dont il a été nommé sénéchal. À sa mort, la jouissance du fief de Grilly est laissée à une branche cadette de la famille.
En 1285, Pérart de Grailly, seigneur de Grilly, est l'un des 500 chevaliers invités par le comte de Chiny lors des festivités avec joutes et tournoi qui se déroulèrent entre Montmédy et Chauvency-le-Château. Il est venu à ces fêtes avec d'autres seigneurs bourguignons, les Faucogney, Oiselay, Moncley et Ronchamp. Dans son reportage poétique, Le Tournoi de Chauvency, Jacques Bretel raconte la joute de Grailly contre Conon d'Ouren, et son action aux côtés du comte de Étienne II de Sancerre (mort en 1306), dans la mêlée du tournoi.
En 1455, Gaston Ier de Foix-Grailly, captal de Buch, doit vendre la seigneurie de Grilly et son château à Louis Bonivard, chambellan du duc de Savoie, pour payer la rançon de son fils unique Jean, fait prisonnier par les Français après la bataille de Castillon (17 juillet 1453). Celui-ci est également seigneur de Saint-Michel-des-Déserts. Son fils Charles Bonivard (Famille Bonivard) lui succède de 1477 à 1504.

### Époque classique
Le château est partiellement détruit par les Bernois en 1536. Au début du XVIIe siècle, la seigneurie passe à la famille de Duing (ou Duingt), barons de Thorens.
Elle passe en 1642 à la famille Reydet de Choisy à l'occasion du mariage de Gaspard de Reydet et d'Ennemonde de Duing de Thorens, puis en 1682 à la famille de Morand à la suite du mariage de Jeanne Françoise de Reydet et de Jean-Pierre de Morand.
En 1788, Pierre-Gabriel de Morand, seigneur de Montfort et de Grilly, vend à Joseph de Grenaud, qui possédait alors le château de la Tour de Grilly, le château de Grilly, puis l'année suivante la seigneurie et fief de Grilly. Le fils de ce dernier, Guillaume de Grenaud, porte alors brièvement le titre de baron de Grilly.

### Époque moderne
Survient alors la Révolution de 1789 qui entraîne l'abolition du système féodal puis la création des communes en lieu et place des seigneuries et des paroisses. En 1790 est créée la commune de Grilly, qui est rattachée au nouveau département de l'Ain. Le premier maire de cette municipalité est Gilbert Courtois.
Après l'annexion de Genève par la France en 1798 et la création du département du Léman qui s'ensuivit, la commune de Grilly est incorporée à celui-ci. Lorsque ce département est dissout à la suite du rattachement de Genève à la Suisse en 1815, Grilly réintègre le département de l'Ain et l'arrondissement de Gex, dont elle fait toujours partie.

## Politique et administration

### Découpage territorial
La commune de Grilly est membre de l'intercommunalité Pays de Gex Agglo, un établissement public de coopération intercommunale (EPCI) à fiscalité propre créé le 31 mai 1995 dont le siège est à Gex. Ce dernier est par ailleurs membre d'autres groupements intercommunaux.
Sur le plan administratif, elle est rattachée à l'arrondissement de Gex, au département de l'Ain et à la région Auvergne-Rhône-Alpes. Sur le plan électoral, elle dépend du  canton de Gex pour l'élection des conseillers départementaux, depuis le redécoupage cantonal de 2014 entré en vigueur en 2015, et de la troisième circonscription de l'Ain  pour les élections législatives, depuis le dernier découpage électoral de 2010.

### Administration municipale
| Période                                  | Période  | Identité                 | Étiquette | Qualité        |
| ---------------------------------------- | -------- | ------------------------ | --------- | -------------- |
| avant 1995                               | 1995     | Guy Colin                |           |                |
| 1995                                     | 2006     | Mireille Reymond-Matalon |           | Réélue en 2001 |
| 2006                                     | 2014     | Jean-Pierre Mossière     |           | Réélu en 2008  |
| 2014                                     | 2020     | Judith Hébert            | SE        | Employée       |
| 2020                                     | En cours | Christine Dupenloup      |           |                |
| Les données manquantes sont à compléter. |          |                          |           |                |

## Démographie
L'évolution du nombre d'habitants est connue à travers les recensements de la population effectués dans la commune depuis 1793. Pour les communes de moins de 10 000 habitants, une enquête de recensement portant sur toute la population est réalisée tous les cinq ans, les populations de référence des années intermédiaires étant quant à elles estimées par interpolation ou extrapolation. Pour la commune, le premier recensement exhaustif entrant dans le cadre du nouveau dispositif a été réalisé en 2005.
En 2022, la commune comptait 873 habitants, en évolution de +8,04 % par rapport à 2016 (Ain : +5,15 %, France hors Mayotte : +2,11 %).
| 1793 | 1800 | 1806 | 1821 | 1831 | 1836 | 1841 | 1846 | 1851 |
| ---- | ---- | ---- | ---- | ---- | ---- | ---- | ---- | ---- |
| 385  | 402  | 441  | 434  | 453  | 421  | 437  | 446  | 465  |

| 1856 | 1861 | 1866 | 1872 | 1876 | 1881 | 1886 | 1891 | 1896 |
| ---- | ---- | ---- | ---- | ---- | ---- | ---- | ---- | ---- |
| 433  | 422  | 426  | 384  | 393  | 409  | 368  | 360  | 408  |

| 1901 | 1906 | 1911 | 1921 | 1926 | 1931 | 1936 | 1946 | 1954 |
| ---- | ---- | ---- | ---- | ---- | ---- | ---- | ---- | ---- |
| 337  | 335  | 340  | 335  | 327  | 346  | 311  | 255  | 250  |

| 1962 | 1968 | 1975 | 1982 | 1990 | 1999 | 2005 | 2006 | 2010 |
| ---- | ---- | ---- | ---- | ---- | ---- | ---- | ---- | ---- |
| 272  | 302  | 418  | 520  | 634  | 612  | 672  | 675  | 762  |

| 2015 | 2020 | 2022 | - | - | - | - | - | - |
| ---- | ---- | ---- | - | - | - | - | - | - |
| 792  | 842  | 873  | - | - | - | - | - | - |

## Économie
En 2008, l'INSEE classe Grilly au premier rang du département pour le revenu fiscal médian par ménage : 31 310 €.
La commune a une activité essentiellement agricole. Elle accueille aussi plusieurs centres équestres et une école maternelle Montessori bilingue.

## Culture et patrimoine

### Lieux et monuments

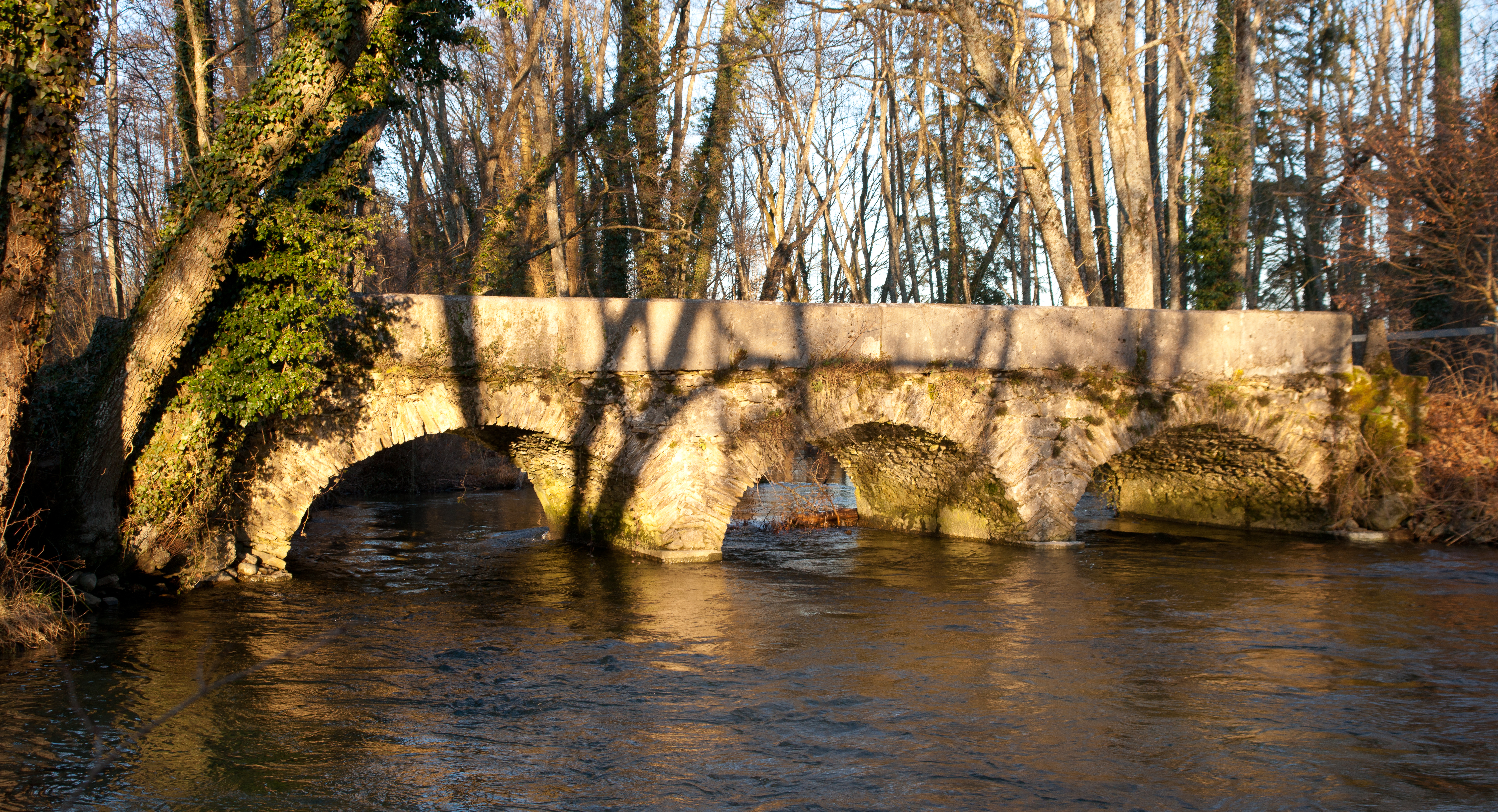
Le pont de Grilly sur la Versoix.

- Château de la Tour de Grilly, inscrit partiellement en 1987 au titre des monuments historiques[28].
- Château de Grilly, situé dans un parc à l'entrée sud du village.
- Église Saint-Benoît.
- Maison forte, dite de Jeanne d'Albret ou maison Bernard du nom de son propriétaire.
- Le pont Bugnon, aussi dénommé Pont de Grilly, vieux pont en pierre franchissant la Versoix sur la frontière avec la Suisse.
- Cromlech au mont Mourex : dix mégalithes en cercle.
- Le mont Mourex, petite colline avec en son point culminant une superbe vue sur le lac Léman, les Alpes dont le mont Blanc et le Jura.

### Héraldique
| Blason de Grilly | Blason  | 'D'or à la croix de sable chargée de cinq coquilles d'argent (qui sont de Grailly), cantonnée en chef, à dextre d'un glaive romain de gueules et à senestre d'une fleur de lys d'azur. |
| Blason de Grilly | Détails | |

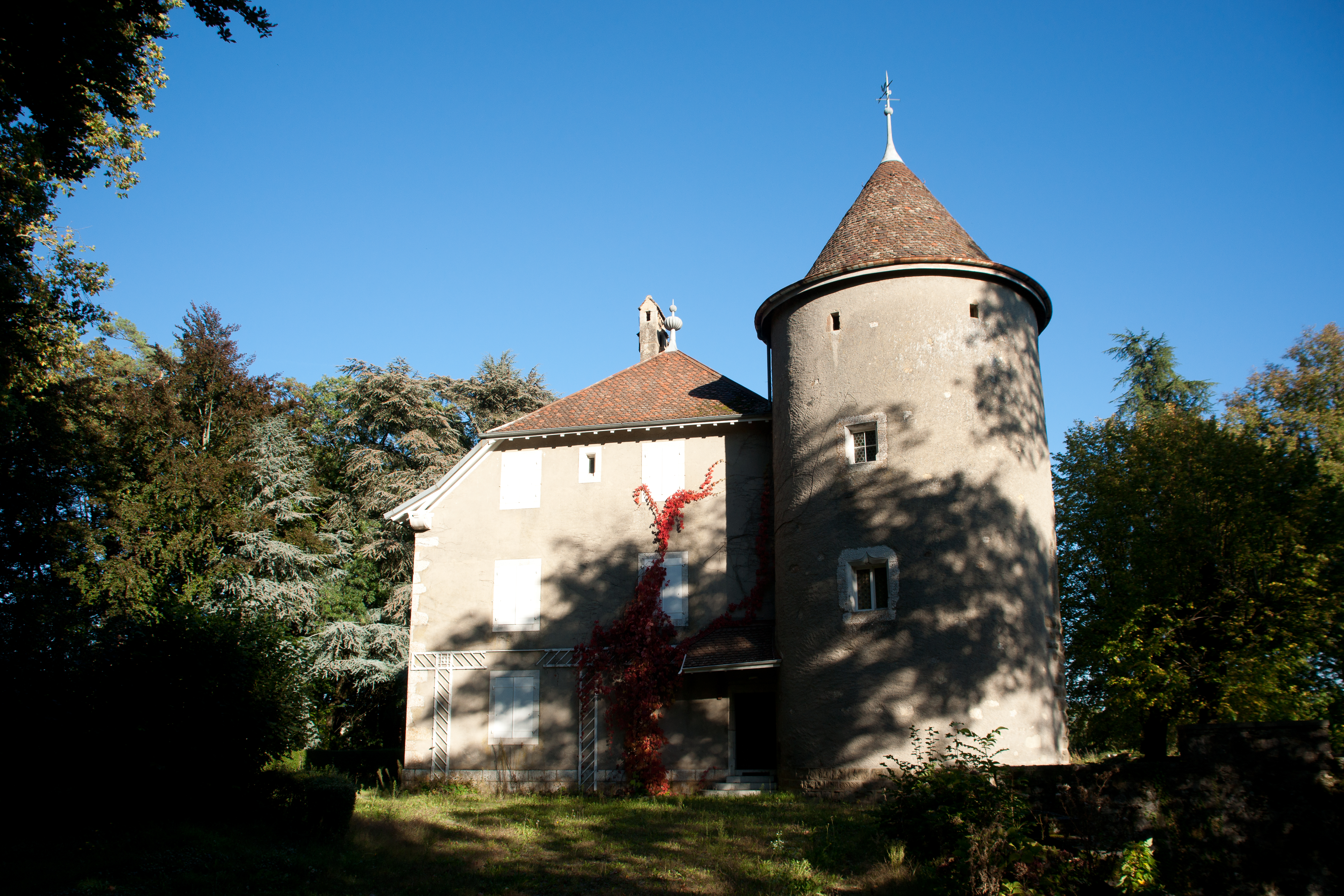
Château de Grilly.
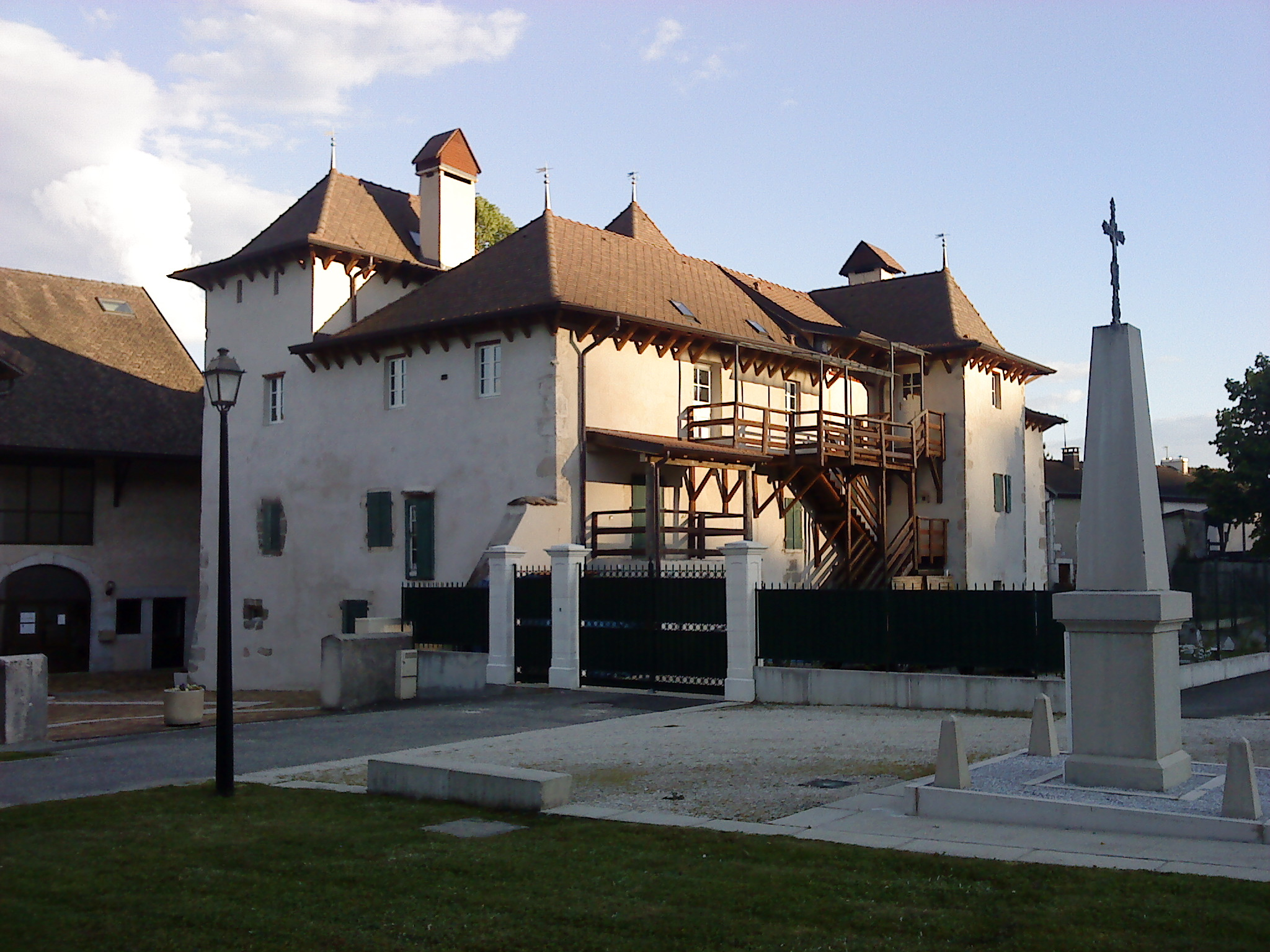
Château de la Tour.
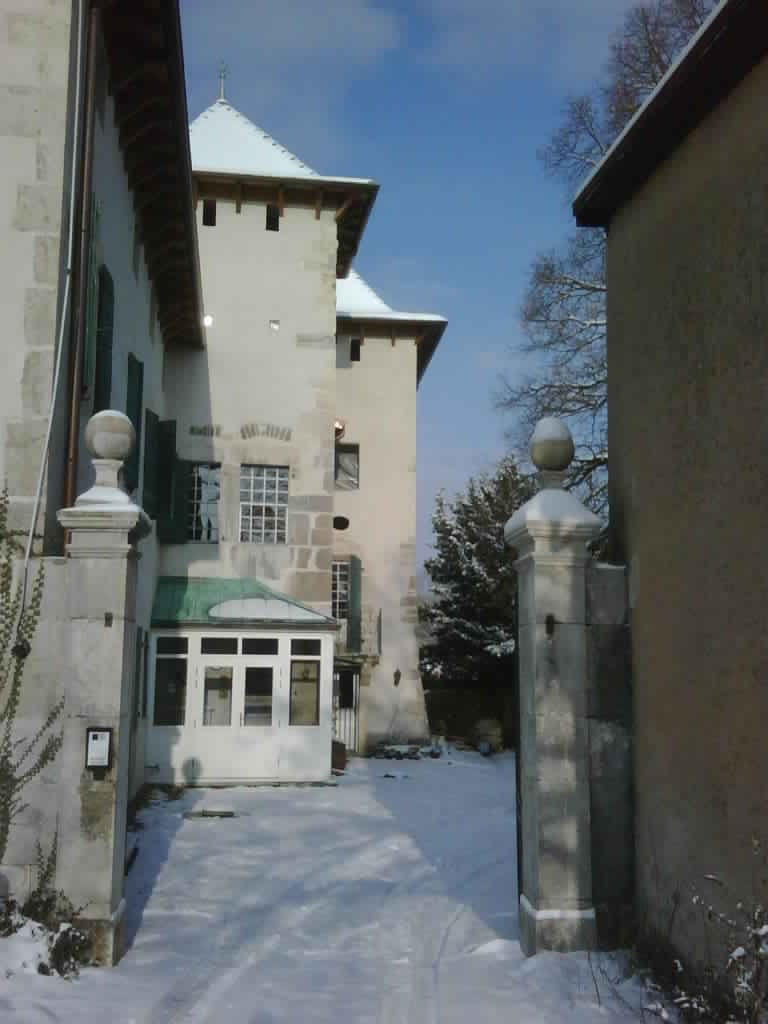
Château de la Tour.
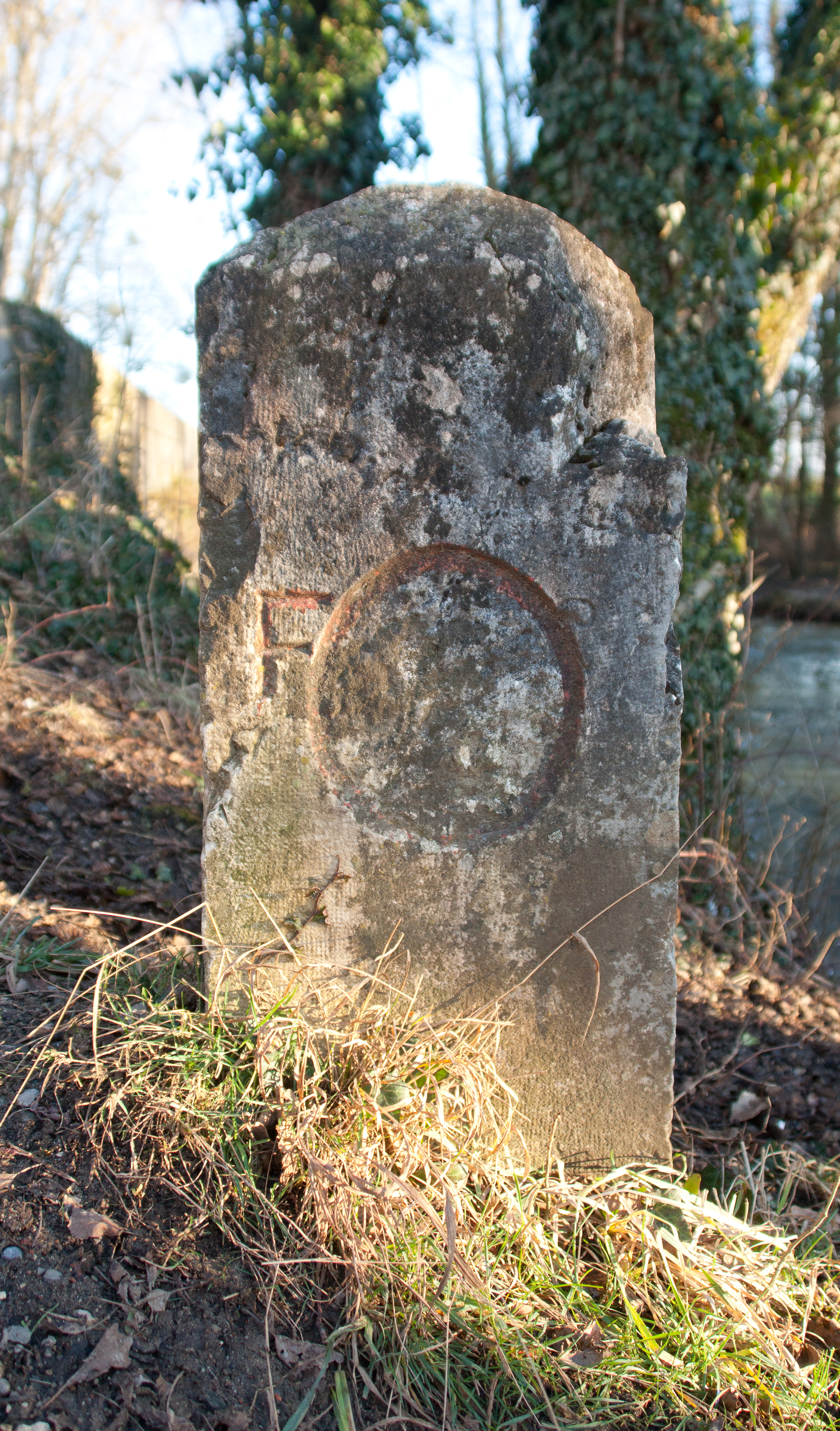
Borne frontière.